# Touched by the Crimson King
Touched by the Crimson King je druhé studiové album powermetalového hudebního projektu Demons & Wizards. Vydáno bylo 27. června 2005 prostřednictvím vydavatelství SPV. Album je konceptuální; inspirací byla knižní fantasy série Temná věž od Stephena Kinga. Deska se umístila na 35. pozici v americké hitparádě Billboard 200.

## Seznam skladeb
Všechny skladby napsal(i) Jon Schaffer a Hansi Kürsch, není-li uvedeno jinak. 
| Pořadí         | Název                               | Autor                    | Délka |
| -------------- | ----------------------------------- | ------------------------ | ----- |
| 1.             | Crimson King                        |                          | 5:47  |
| 2.             | Beneath These Waves                 |                          | 5:11  |
| 3.             | Terror Train                        |                          | 4:45  |
| 4.             | Seize the Day                       |                          | 5:22  |
| 5.             | The Gunslinger                      |                          | 5:13  |
| 6.             | Love's Tragedy Asunder              |                          | 5:26  |
| 7.             | Wicked Witch                        |                          | 3:32  |
| 8.             | Dorian                              |                          | 6:36  |
| 9.             | Down Where I Am                     |                          | 4:54  |
| 10.            | Immigrant Song (Led Zeppelin cover) | Jimmy Page, Robert Plant | 2:28  |
| Celková délka: | Celková délka:                      | Celková délka:           | 49:24 |

## Obsazení
- Hansi Kürsch – zpěv
- Jon Schaffer – kytara, basová kytara

Hosté
- Bobby Jarzombek – bicí a perkuse
- Jim Morris – kytarová sóla a doprovodný zpěv
- Rubin Drake – baová kytara a bezpražcová baskytara
- Howard Helm – piano a doprovodný zpěv
- Kathy Helm – doprovodný zpěv
- Tori Fuson – doprovodný zpěv
- Jesse Morris – doprovodný zpěv
- Krystyna Kolaczynski – violoncello